# Nemeshany
Nemeshany is een plaats (község) en gemeente in het Hongaarse comitaat Veszprém. Nemeshany telt 444 inwoners (2001).